# Charminus rotundus
Charminus rotundus är en spindelart som beskrevs av Patrick Blandin 1978. Charminus rotundus ingår i släktet Charminus och familjen vårdnätsspindlar.
Artens utbredningsområde är Kongo. Inga underarter finns listade i Catalogue of Life.